# James Luisi
James Anthony Luisi (* 11. November 1928 in New York City, New York; † 7. Juni 2002 in Los Angeles, Kalifornien) war ein US-amerikanischer Schauspieler, der zwischen den Jahren 1961 und 2000 in über 100 Film- und Fernsehproduktionen vor der Kamera stand. Darunter in Filmen wie Stunts – Das Geschäft mit dem eigenen Leben, Norma Rae – Eine Frau steht ihren Mann, Murphys Gesetz, The Hidden – Das unsagbar Böse oder FBI Academy. International bekannt wurde er vor allem Mitte der 1970er Jahre durch die Rolle des Lt. Doug Chapman in der Krimiserie Detektiv Rockford – Anruf genügt.

## Leben und Karriere
James Luisi, geboren 1928 in New York City, im Bundesstaat New York, strebte nach dem Besuch des St. Francis College in Brooklyn Heights und dem Dienst in der Armee während des Koreakrieges, aufgrund eines Basketball-Stipendiums zuerst eine Sportler-Karriere im professionellen Basketball bei den Baltimore Bullets in der National Basketball Association (NBA) an. Dort spielte er allerdings von 1953 bis 1954 nur eine Saison. Ende der 1950er Jahre begann er dann eine Ausbildung an der American Academy of Dramatic Arts. Seine Schauspielkarriere begann zuerst auf der Bühne in Broadway-Musicals Sweet Charity und Zorba, bevor er Anfang der 1960er Jahre zum Fernsehen ging.
Von 1961 an bis 1996 hatte Luisi zahlreiche Auftritte in Episoden namhafter TV-Serien wie in Gnadenlose Stadt, Westlich von Santa Fé, Bonanza, Zeit der Sehnsucht, Cannon, Owen Marshall – Strafverteidiger, Mannix, Kojak – Einsatz in Manhattan, Barnaby Jones, Hawkins, Der Chef, Die Straßen von San Francisco, Rauchende Colts, Die knallharten Fünf, Starsky und Hutch, Hunter, Fantasy Island, Quincy, Buck Rogers, Vegas, CHiPs, Boomer, der Streuner, Hart aber herzlich, T.J. Hooker, Trio mit vier Fäusten, Das A-Team, Knight Rider, Ein Colt für alle Fälle, Magnum, Unter der Sonne Kaliforniens, L.A. Law, Tequila und Bonetti, Die Verschwörer oder Palm Beach-Duo.
Komplexere TV-Rollen spielte er als Lt. Doug Chapman von 1976 bis 1979 in 25 Episoden der Krimiserie Detektiv Rockford – Anruf genügt an der Seite von James Garner. Mitte bis Ende der 1990er Jahre gab er darüber hinaus einige Gastrollenauftritte in seinem Part in mehreren einzelnen Rockford-Fernsehfilmen. Von 1987 bis 1988 hatte er darüber hinaus in 23 Episoden die Rolle des Ben Clark in der US-amerikanischen NBC-Serie California Clan verkörpert.
Nachdem er 1967 in Arthur Hillers Komödie Der Tiger schlägt zurück sein Kinodebüt gegeben hatte, sah man ihn in den 1970er Jahren und 1980er Jahren noch in vierzehn weiteren Kinoproduktionen, unter anderem mit Rollen in Phil Karlsons Horrorfilm Ben, in Mark L. Lesters Drama Stunts – Das Geschäft mit dem eigenen Leben, in der oscarprämierten Filmproduktion Norma Rae – Eine Frau steht ihren Mann von Regisseur Martin Ritt, in Bob Fosses biografischem Drama Star 80 – Tod eines Playmates, in J. Lee Thompsons Actionthriller Murphys Gesetz oder der FBI-Komödie FBI Academy unter der Regie von Daniel Goldberg. Seine letzte Rolle auf der Leinwand verkörperte er im Jahr 2000 in Terence M. O’Keefes Thriller Wanted.
Am 7. Juni 2002 starb James Luisi im Alter von 73 Jahren in Los Angeles, Kalifornien.

## Filmografie (Auswahl)

### Kino
- 1967: Der Tiger schlägt zurück (The Tiger Makes Out)
- 1972: Ben
- 1973: I Escaped from Devil's Island
- 1974: The Man from Independence
- 1974: The Take
- 1977: Stunts – Das Geschäft mit dem eigenen Leben (Stunts)
- 1978: Dark Rider
- 1978: Moment by Moment
- 1979: Norma Rae – Eine Frau steht ihren Mann (Norma Rae)
- 1980: Fade to Black – Die schönen Morde des Eric Binford (Fade to Black)
- 1983: Star 80 – Tod eines Playmates (Star 80)
- 1986: Murphys Gesetz (Murphy's Law)
- 1987: The Hidden – Das unsagbar Böse (The Hidden)
- 1988: Insel der schwarzen Witwen (Lethal Woman)
- 1988: FBI Academy (Feds)
- 2000: Wanted

### Fernsehen
- 1961: Gnadenlose Stadt (Fernsehserie, 1 Episode)
- 1961: Target: The Corruptors (Fernsehserie, 1 Episode)
- 1962: Westlich von Santa Fé (Fernsehserie, 1 Episode)
- 1963–1964: Bonanza (Fernsehserie, 2 Episoden)
- 1964: East Side/West Side (Fernsehserie, 1 Episode)
- 1964: Another World (Fernsehserie, 1 Episode)
- 1964: The Reporter (Fernsehserie, 1 Episode)
- 1965: Zeit der Sehnsucht (Fernsehserie, 1 Episode)
- 1970–1971: FBI (Fernsehserie, 2 Episoden)
- 1971: The Interns (Fernsehserie, 1 Episode)
- 1971: Adam-12 (Fernsehserie, 1 Episode)
- 1971: Cat Ballou (Fernsehfilm)
- 1971: Sheriff Cade (Fernsehserie, 1 Episode)
- 1972: Cannon (Fernsehserie, 1 Episode)
- 1972: Owen Marshall – Strafverteidiger (Fernsehserie, 1 Episode)
- 1972–1974: Mannix (Fernsehserie, 2 Episoden)
- 1972–1974: Neu im Einsatz (Fernsehserie, 2 Episoden)
- 1973: Ghost Story (Fernsehserie, 1 Episode)
- 1973: Cry Rape (Fernsehfilm)
- 1973–1975: Police Story (Fernsehserie, 3 Episoden)
- 1973–1976: Kojak – Einsatz in Manhattan (Fernsehserie, 3 Episoden)
- 1973–1979: Barnaby Jones (Fernsehserie, 5 Episoden)
- 1974: Hawkins (Fernsehserie, 1 Episode)
- 1974: Chopper One (Fernsehserie, 1 Episode)
- 1974: Der Chef (Fernsehserie, 1 Episode)
- 1974: Ein toller Bursche (Fernsehfilm)
- 1974: Die Straßen von San Francisco (Fernsehserie, 1 Episode)
- 1974: Rauchende Colts (Fernsehserie, 2 Episoden)
- 1974: The Manhunter (Fernsehserie, 1 Episode)
- 1975: First Ladies Diaries: Martha Washington (Fernsehfilm)
- 1975: Die knallharten Fünf (Fernsehserie, 1 Episode)
- 1976: Starsky und Hutch (Fernsehserie, 1 Episode)
- 1976: Oh Mary (Fernsehserie, 1 Episode)
- 1976: Good Heavens (Fernsehserie, 1 Episode)
- 1976: City of Angels (Fernsehserie, 1 Episode)
- 1976: Mein Freund, der Roboter (Future Cop) (Fernsehserie, 1 Episode)
- 1976: Don't Call Us (Fernsehfilm)
- 1976: Executive Suite (Fernsehserie, 3 Episoden)
- 1976: Pazifikgeschwader 214 (Fernsehserie, 1 Episode)
- 1976–1979: Detektiv Rockford – Anruf genügt (Fernsehserie, 25 Episoden)
- 1977: Hunter (Fernsehserie, 2 Episoden)
- 1977: One in a Million: The Ron LeFlore Story (Fernsehfilm)
- 1977: Das Cherry-Street-Fiasko (Fernsehfilm)
- 1978: A Love Affair: The Eleanor and Lou Gehrig Story (Fernsehfilm)
- 1978: Wonder Woman (Fernsehserie, 1 Episode)
- 1978: Love Is Not Enough (Fernsehfilm)
- 1978: Fantasy Island (Fernsehserie, 1 Episode)
- 1978: Sword of Justice (Fernsehserie, 1 Episode)
- 1979: Quincy (Fernsehserie, 1 Episode)
- 1979: Harris and Company (Fernsehserie, 4 Episoden)
- 1979: Buck Rogers (Fernsehserie, 1 Episode)
- 1979–1981: Vegas (Fernsehserie, 2 Episoden)
- 1980: CHiPs (Fernsehserie, 1 Episode)
- 1980: Boomer, der Streuner (Fernsehserie, 1 Episode)
- 1980: The Asphalt Cowboy (Fernsehfilm)
- 1981: Riker (Fernsehserie, 1 Episode)
- 1981: Our Family Business (Fernsehfilm)
- 1981: The Sophisticated Gents (Fernsehfilm)
- 1981–1984: Hart aber herzlich (Fernsehserie, 2 Episoden)
- 1982: Disney-Land (Fernsehserie, 1 Episode)
- 1982: Beyond Witch Mountain (Fernsehfilm)
- 1982: The Renegades (Fernsehfilm)
- 1983: Fäuste, Gangs und heiße Öfen (Fernsehserie, 6 Episoden)
- 1983: Sunset Limousine (Fernsehfilm)
- 1983: Computer Kids (Fernsehserie, 1 Episode)
- 1983–1985: T.J. Hooker (Fernsehserie, 2 Episoden)
- 1983–1985: Matt Houston (Fernsehserie, 2 Episoden)
- 1984: Hart aber herzlich Folge 5x15: Der Hund, der zu viel wusste
- 1984: Trio mit vier Fäusten (Fernsehserie, 1 Episode)
- 1984: The Red-Light Sting (Fernsehfilm)
- 1984: Das A-Team (Fernsehserie, 1 Episode)
- 1984: Partners in Crime (Fernsehserie, 1 Episode)
- 1985: Finder of Lost Loves (Fernsehserie, 1 Episode)
- 1985: Knight Rider (Fernsehserie, Episode 3.12 Mord nach Maß)
- 1985: Ein Colt für alle Fälle (Fernsehserie, 1 Episode)
- 1987: Magnum (Fernsehserie, 1 Episode)
- 1987: Unter der Sonne Kaliforniens (Fernsehserie, 4 Episoden)
- 1987–1988: California Clan (Fernsehserie, 23 Episoden)
- 1988: It's a Living (Fernsehserie, 1 Episode)
- 1989: Valerie (Fernsehserie, 3 Episoden)
- 1989: Desperado 4: Krieg der Gesetzlosen (Fernsehfilm)
- 1991: L.A. Law (Fernsehserie, Episode 6.06)
- 1992: Tequila und Bonetti (Fernsehserie, 1 Episode)
- 1993: Die Verschwörer (Fernsehserie, Episode 2.20)
- 1993: Palm Beach-Duo (Fernsehserie, Episode 3.06)
- 1996: Rockford: Teuflisches Komplott (Fernsehfilm)
- 1996: Baywatch Nights (Fernsehserie, Episode 1,13)
- 1996: Rockford: Falsche Freunde (Fernsehfilm)

## Auszeichnungen
- 1976: Daytime Emmy-Award in der Kategorie Outstanding Actor in a Daytime Drama Special für die Episode First Ladies Diaries: Martha Washington